# Red Bank 7
Pour les articles homonymes, voir Red Bank.
Red Bank 7 est une réserve indienne du comté de Northumberland, à l'est de la province canadienne du Nouveau-Brunswick. Son territoire est composé d'un territoire inhabité enclavé dans Southesk et d'une partie plus petite, comprenant le village, à quelques kilomètres au nord-est.

## Toponyme
Le nom Red Bank, qui signifie berge rouge, est une traduction du nom micmac Metdeppnnakeyaka.

## Administration

### Représentation et tendances politiques
Nouveau-Brunswick: La partie habitée de Red Bank, à l'est, est comprise dans la circonscription provinciale de Miramichi-Centre, qui est représentée à l'Assemblée législative du Nouveau-Brunswick par Robert Trevors, du Parti progressiste-conservateur. Il fut élu en 2010. La majeure partie de la partie non habitée, à l'ouest, est comprise dans la circonscription provinciale de Miramichi-Sud-Ouest, qui est représentée par Jake Stewart, du Parti progressiste-conservateur. Il fut élu en 2010.
 Canada: Red Bank 7 fait partie de la circonscription électorale fédérale de Miramichi, qui est représentée à la Chambre des communes du Canada par Tilly O'Neill-Gordon, du Parti conservateur. Elle fut élue lors de la 40e élection fédérale, en 2008.